# Pseudocolochirus axiologus
Pseudocolochirus axiologus, conosciuto comunemente come mela di mare, è un invertebrato appartenente alla classe Holothuroidea.